# Edoardo Severgnini
Edoardo Severgnini (13 de maio de 1904 — 6 de fevereiro de 1969) foi um ciclista italiano. Profissional de 1929 a 1939, ele participou em competições de ciclismo de estrada e pista. Competiu pela Itália nos Jogos Olímpicos de 1928, em Amsterdã, na prova de velocidade.